# Вітрильний флот

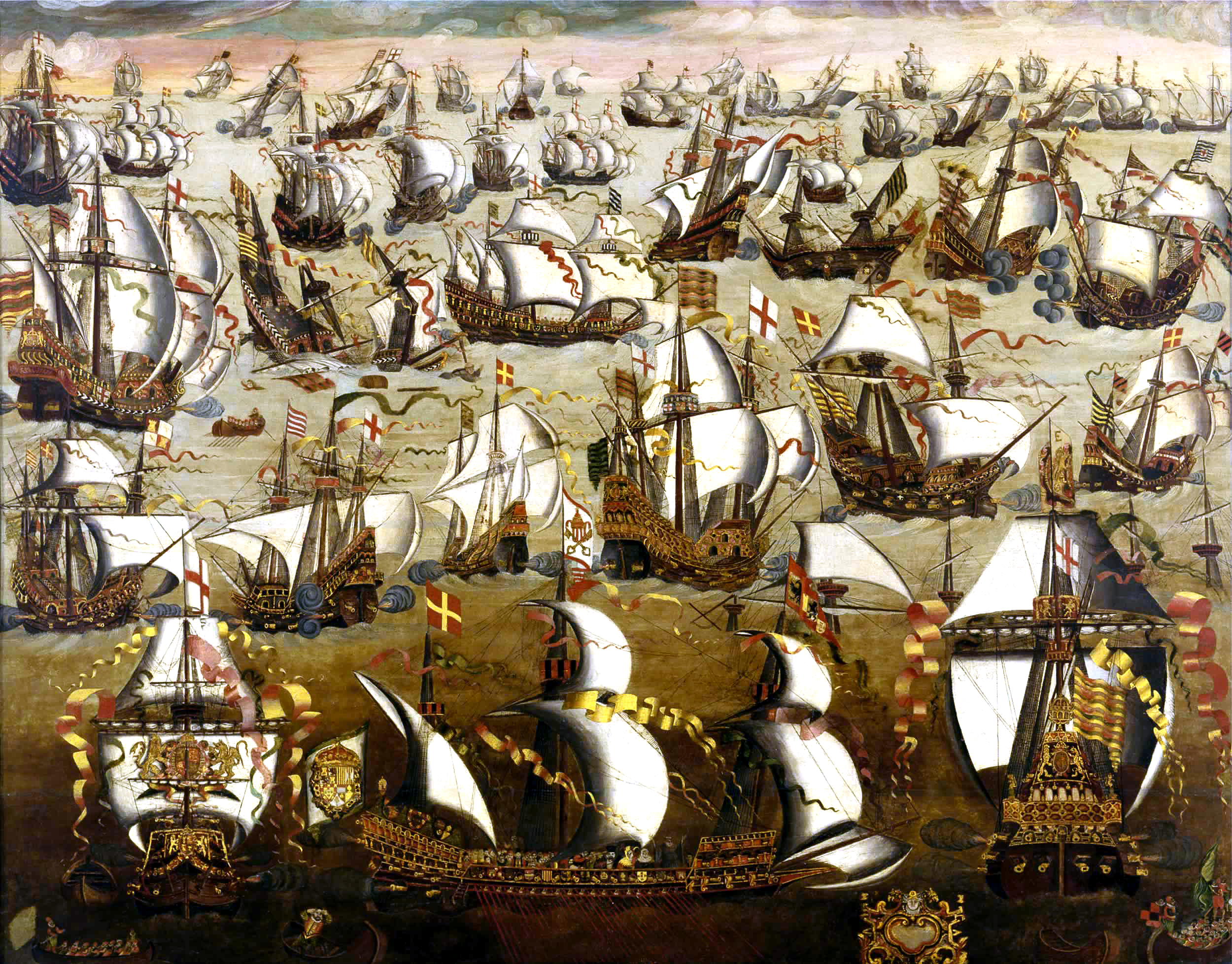
Військові кораблі Іспанської Армади

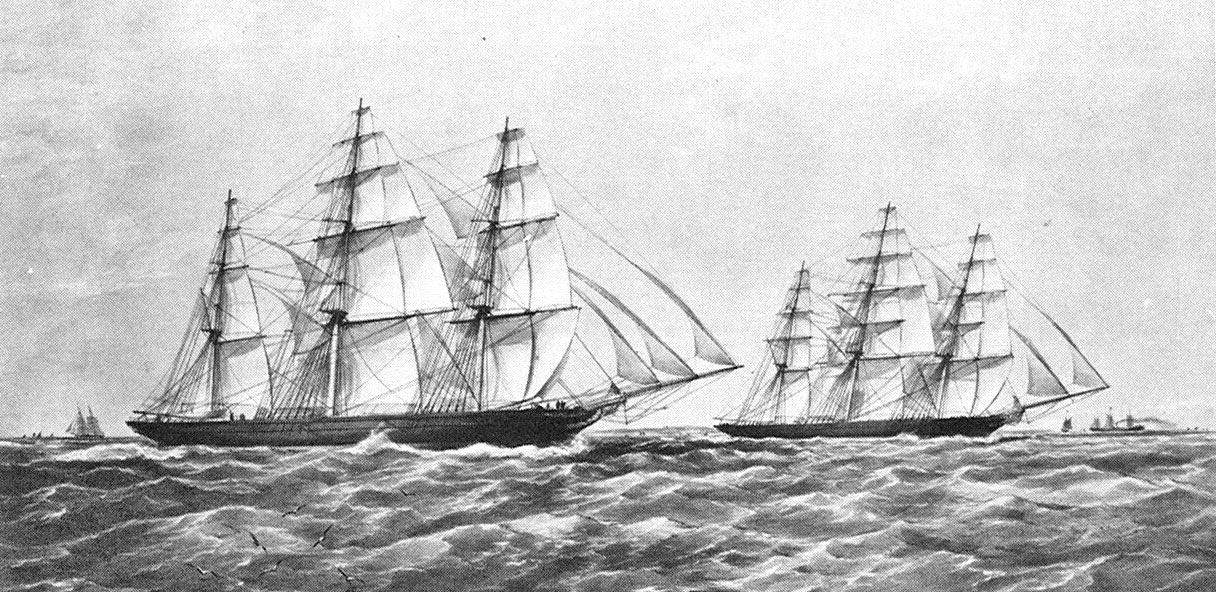
Торговельні кліпери «Тайпін» та «Аріель» під час чайних перегонів

Вітрильний флот — торговельний або військово-морський флот, основу якого складають вітрильні кораблі. Існував в XVII–ХІХ століттях, в часи панування морських вітрильних суден, вийшов із застосування з появою пароплавів. 

## Історія

### Вітрильний військовий флот
Регулярний (постійний казенний) вітрильний флот виник в XVII столітті в Англії, Франції та інших країнах Європи. Основу вітрильного флоту запорозьких козаків складали чайки.
Остання велика битва вітрильних флотів відбулась відбулась 8 (20 жовтня) 1827 у Наваринській бухті (на південно-західному узбережжі півострова Пелопоннес) між османсько-єгипетським флотом і з'єднаним флотом Російської імперії, Великої Британії та Королівства Франція під час Грецької національно-визвольної революції 1821–1829 років.

### Вітрильний торговельний флот
В Європі вітрильні торговельні флоти набули особливого розвитку в Добу великих географічних відкриттів, яка настала після відкриття Колумбом Америки, відкриття Васко да Гама морського шляху до Індії та навколосвітньої подорожі Магеллана.
Найбільшого свого розквіту вітрильний торговельний флот отримав в часи чайних перегонів кліперів в середині XVIII століття.